# Rimini FC 1912
Rimini Calcio är en fotbollsklubb i Rimini i Italien.
Klubben bildades 1912 under namnet Libertas Rimini och började använda sina rödvitrutiga tröjor på 1920-talet. Stadio Romeo Neri har varit hemmaplan sedan den stod klar 1934.
1976 kvalificerade sig klubben för spel i Serie B för första gången. Man spelade i Serie B tre säsonger innan man flyttades ned till Serie C1, där man bara spelade en säsong innan man var tillbaka i Serie B igen.
Mellan 1982 och 1989 spelade man i Serie C1 varpå man blev nerflyttade till Serie C2 (fjärde divisionen) där man spelade en längre tid. Under 1990- och 2000-talet kvalade man för uppflyttning sex år i rad innan man till slut lyckades ta sig tillbaka till Serie C1 efter 14 säsonger i ligan under. Två år senare vann klubben Serie C1 efter att ha slagit Avellino och Napoli och återvände till Serie B.
2010 fick klubben återgå till amatörfotboll efter att huvudägaren (heminteriörsföretaget Cocif) avslutat samarbetet med klubben varpå ekonomin blev lidande.